# Leandra ramboi
Leandra ramboi är en tvåhjärtbladig växtart som beskrevs av Alexander Curt Brade. Leandra ramboi ingår i släktet Leandra och familjen Melastomataceae. Inga underarter finns listade i Catalogue of Life.